# Rat Island (Southland)
Rat Island ist eine Insel vor Stewart Island im Süden der Südinsel von Neuseeland.

## Geographie
Rat Island befindet sich rund 200 m westlich des südlichen Ausläufers von Stewart Island, zwischen dessen Küste und der Inselgruppe der Boat Group. Die 37 m hohe und rund 11,9 Hektar große Insel erstreckt sich über rund 650 m in Südsüdwest-Nordnordost-Richtung und misst an der breitesten Stelle rund 330 m in Westnordwest-Ostsüdost-Richtung.
Die am nächsten liegenden Nachbarinseln sind die der Inselgruppe der Boat Group, die aus Kundy Island, rund 1,48 km nordwestlich, Betsy Island, rund 1,9 km westlich, Big Island, rund 2,55 km westlich und Timore Island, rund 3,58 km westsüdwestlich entfernt liegen, bestehen.
Die Insel ist größtenteils bewaldet.